# Unión Británica de Fascistas
La Unión Británica de Fascistas (en inglés, British Union of Fascists, BUF) fue un partido político nacional socialista del Reino Unido fundado por Oswald Mosley en 1932. Mosley cambió su nombre en 1936 por el de Unión Británica de Fascistas y Nacionalsocialistas (en inglés, British Union of Fascists and National Socialists) y, en 1937 por el de Unión Británica (en inglés, British Union). En 1939, tras el inicio de la Segunda Guerra Mundial, el partido fue proscrito por el gobierno británico y en 1940 se disolvió.
El BUF surgió en 1932 del socialismo nacional, tras la derrota electoral de su antecedente, el Nuevo Partido (en inglés, New Party), en las elecciones generales de 1931. La fundación del BUF contó inicialmente con el apoyo popular, y atrajo a un número considerable de seguidores, llegando a tener 50.000 miembros según el propio partido. El barón de la prensa Lord Rothermere fue uno de los primeros partidarios. Sin embargo, a medida que el partido se volvía más radical, el apoyo disminuía. El mitin de Olympia de 1934, en el que varios manifestantes antifascistas fueron atacados por el ala paramilitar del BUF, la Fuerza de Defensa Fascista, aisló al partido de gran parte de sus seguidores. La adopción por parte del partido de un antisemitismo de tipo nazi en 1936 condujo a interrupciones antifascistas cada vez más violentas, en particular la batalla de Cable Street de 1936 en el East End de Londres. La Ley de Orden Público de 1936, que prohibía los uniformes políticos y respondía a la creciente violencia política, tuvo un efecto especialmente fuerte sobre el BUF, cuyos seguidores eran conocidos como los "Camisas negras" (en inglés, Blackshirts) por los uniformes que llevaban.
La creciente hostilidad británica hacia la Alemania nazi, con la que la prensa británica asociaba persistentemente al BUF, contribuyó aún más a la disminución de los miembros del movimiento. Finalmente, el gobierno británico lo prohibió en 1940, tras el inicio de la Segunda Guerra Mundial, ante la sospecha de que los simpatizantes que quedaban podrían formar una "quinta columna" pronazi. Varios miembros destacados del BUF fueron detenidos e internados en virtud del Reglamento de Defensa 18B.

## Himno del BUF
El himno de BUF se asemeja fuertemente al Horst-Wessel-Lied (himno del NSDAP), y fue fijado a la misma consonancia. La letra es la siguiente:

Comrades the voices of the dead battalions,

Of those who fell that Britain might be great,

Join in our song, for they still march in spirit with us,

And urge us on to gain the Fascist state!

(Bis, los dos últimos versos)
We're of their blood, and spirit of their spirit,

Sprung from that soil for whose dear sake they bled,

Against vested powers, Red Front, and massed ranks of reaction,

We lead the fight for freedom and for bread!

(Bis, los dos últimos versos)
The streets are still, the final struggle's ended;

Flushed with the fight we proudly hail the dawn!

See, over all the streets the Fascist banners waving,

Triumphant standards of our race reborn!

(Bis, los dos últimos versos)
Camaradas, las voces de los batallones muertos,

De aquellos que cayeron, para que Gran Bretaña pudiera ser grande,

¡Uníos a nuestra canción, porque todavía marchan en espíritu con nosotros,

y nos impulsan para ganar el estado fascista!

(Bis, los dos últimos versos)
Nosotros somos su sangre, y espíritu de su espíritu,

¡Saltar desde esa tierra por cuyo estimado motivo ellos sangraron,

contra los grandes poderes, el frente rojo, y las masas reaccionarias,

nosotros os conduciremos hacia la lucha por el pan y por la libertad!

(Bis, los dos últimos versos)
Las calles están calmadas, la lucha final terminada;

¡Limpiadas con la lucha, saludamos orgullosos el amanecer!

¡Mirad, sobre todas las calles ondean las banderas fascistas,

triunfantes estandartes del renacimiento de nuestra raza!

(Bis, los dos últimos versos)